# ファッラーヒーン

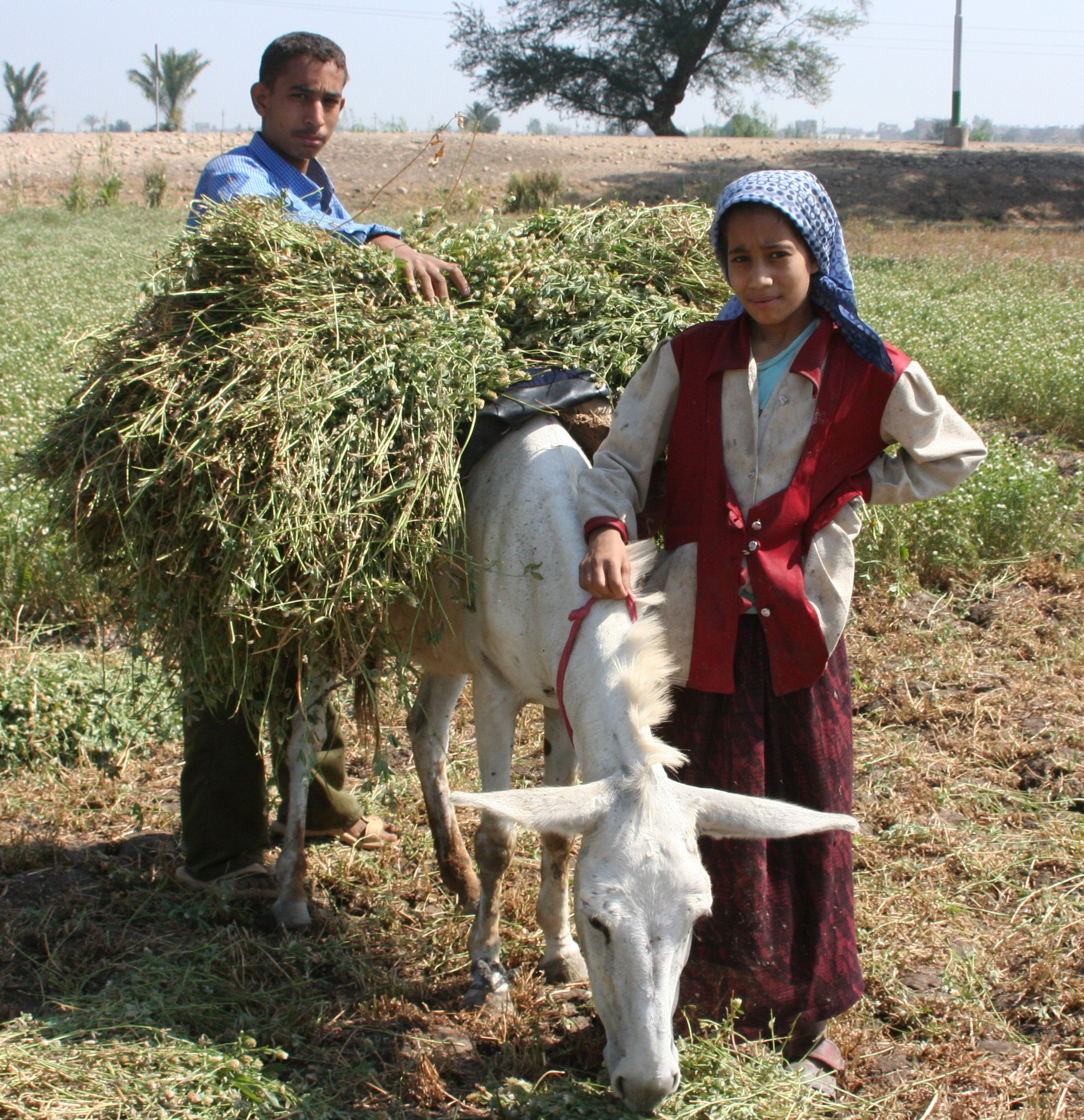
作物を収穫するファッラーヒーンの子供たち

ファッラーヒーン（アラビア語: فلاحين, ラテン文字転写: fallāḥīn）は、中東や北アフリカの定住農民や農業労働者。アラビア語で「耕す人」を意味する。
イスラム教が中東に広まった時期、各地に支配者として移住したアラブ人（遊牧民ベドウィンなども含む）と、征服された土地に住む被支配層の農民（エジプト民族、シリア民族など）らを区別するためにファッラーヒーンという語が使用された。後に、単に地方の住民や農民を指す語としても使われるようになった。

## 語釈
アラビア語で「農業」や「耕作」を意味する語はいくつかあるが、そのうちのひとつ、フィラーハ（فِلاحة filāḥa）はイスラーム期以後によく用いられるようになった語である。この語の派生語、ファッラーフ（فَلَّاح fallāḥ）は男性の農民、ファッラーハ（فَلَّاحة fallāḥa）は女性の農民を意味する。ファッラーヒーン（فَلَّاحِينْ fallāḥīn）は、その複数形である（ファッラーフーン فَلَّاحُونْ fallāḥūn と言うこともある）。
18世紀中ごろに英語にも外来語として入った。英語には、フェラー（fellah < pl. fellaheen）とエジプト口語を介して入っている。

## 中東の農村部の人々
ファッラーヒーンはオスマン帝国時代以後、エジプトやシリア、パレスチナ、キプロスなど中東全域で「村人」あるいは「農民」を意味する語となった。ファッラーヒーンらはエフェンディ（effendi、地主階級）とは区別されるが、ファッラーヒーンには小作人から小規模地主、村全体で土地を共有するような村の住民まで、多くの形態がある。また土地を持たない労働者のみをファッラーヒーンとする用法も見られる。ファッラーヒーンと呼ばれる村人にはキリスト教徒、ドゥルーズ教徒、イスラム教徒などさまざまな宗教の信者も含まれる。エジプトなどの中でも、地方部にあたる地域から都市部へ移住してきた人々もファッラーヒーンと呼ばれる。
エジプトの人口の60%を構成するファッラーヒーンらは、質素な生活を送り、祖先伝来の日干し煉瓦の家で生活する。ファッラーヒーンがエジプトの人口に占める割合は20世紀初頭には現在よりも高かったが、20世紀後半には人口の都市への大移動が起こり、多くのファッラーヒーンらが首都カイロ周辺のスラムなどで暮らすようになった。1927年に上エジプトの農民層の生活の民族学調査を指揮した人類学者のウィニフレッド・ブラックマン（Winifred Blackman）は、ファッラーヒーンらの文化や宗教上の信仰と実践には、古代エジプト人の文化などからの連続性が認められると結論した。

## 「ファッラーヒーン」のエジプトにおける歴史的用法

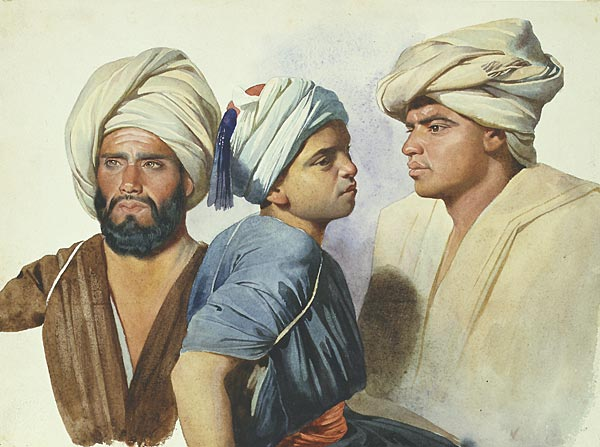
シャルル・グレール作『三人のエジプト農民』（Trois fellahs）、1835年

エジプトではファッラーヒーン（ファッラーフーン）という用語は地主・自作農・小作農などを内包し、広く農業一般に関わる人々を指す用語となった。しばしば「耕作農民（ムザーリウーン、muzāri'ūn）」と同義語としても用いられ、この場合は小規模自作農もしくは小作農を指す用語である。そして、現代エジプトではファッラーヒーンという用語は単に農民を意味するよりも「無学」「愚か」「遅れた」「不潔」「貧しい」といったニュアンスを含む蔑称に近い用語になっている。
7世紀にアラブ人がエジプトに侵入した当時、初期イスラム王朝においては、支配者であるアラブ人を頂点とし、イスラムに改宗したエジプト人をマワーリーとしてアラブ人の下に置き、キリスト教（コプト正教会）にとどまったエジプト人をズィンミーとしてさらに下に置いた。この初期イスラーム時代のエジプトの農村社会を構成するエジプト人の主要な階層がファッラーヒーン（ファッラーフーン）であった。マムルーク朝時代の歴史家マクリーズィーは初期イスラーム期エジプトの農民を（イクター制の下、ムクターの拘束を受けるアイユーブ朝以降の農奴に対して）身分的な拘束を受けない「定着農民（ファッラーフ・カッラール、fallāḥ qarrār）」と規定している。
当時少数派のアラブ人が享受した特権は、ベドウィンの末裔であるアラブ系住民がエジプト土着の農民と共存するエジプトの地方部では、近代に入ってもその一部が残っている。特にエジプトの中でも経済的・社会的に立ち遅れ、近代エジプト国家やその中心である下エジプトとの関係の中で強固なアイデンティティを持つにいたった上エジプトではその傾向が顕著に表れている。上エジプトではイスラム教徒は圧倒的多数派ではなく、コプト系キリスト教徒が人口に占める割合が多い。イスラム教徒の中では、「アシュラフ」および「アラブ」と呼ばれる少数派の二つの部族が上層階級となっており、アラブ人によるエジプト征服の時代以来の構造を残している。社会の最上層を占める「アシュラフ」（Ashraf）は預言者ムハンマドの子孫であるとされ、その下に位置する「アラブ」（Arab）はアラビア半島からエジプトに移った人々の子孫とされる。社会の圧倒的多数派であるファッラーヒーンはアラブによる征服以前のエジプト人の末裔でイスラムに改宗した者たちの子孫とされ、最下層を占める。しかしながらコプトでもムスリムでも、特に社会の下層では、その信仰や実践は正統的でない民間信仰の影響を受けており、ここには多神教時代の名残も見られる。
ガマール・アブドゥン＝ナーセル政権時代には農地改革や教育改革でファッラーヒーンには土地所有や高等教育への道が開かれたが、その後の社会主義的改革の行き詰まりと資本主義政策の導入で高い教育を受けたファッラーヒーンらは挫折を味わい、不満を抱える青年層がイスラム主義へと傾倒してゆくことになる。